# Varanops brevirostris
Il varanope (Varanops brevirostris) è un amniote estinto vissuto nel Permiano inferiore in Nordamerica.
Questo animale lungo circa un metro e mezzo e dall'aspetto vagamente simile a quello di un varano (donde il nome) era un pelicosauro strettamente imparentato con i grandi predatori come il dimetrodonte e lo sfenacodonte, anche se manteneva alcune caratteristiche primitive. Il cranio era piuttosto allungato, ed era specializzato per al caccia agli insetti. Le zampe snelle e allungate lo denotavano come un veloce corridore. Il varanope e i suoi stretti parenti (varanopseidi, come Varanosaurus) erano piccoli predatori che si specializzarono nell'agile caccia a piccole prede.